# Abner

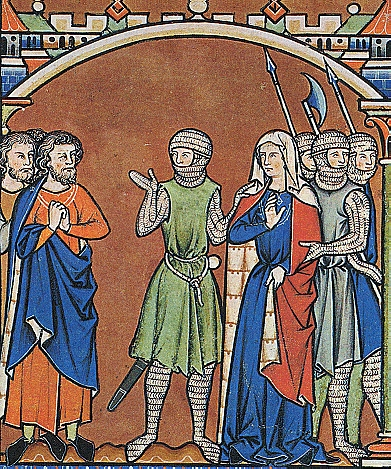
Abner rimanda Michal da Davide, in una miniatura medievale

Abner (dall'ebraico "il padre è luce") è un personaggio biblico. Secondo i Libri di Samuele, era cugino del re Saul e suo generale.

## Nella Bibbia
Abner era figlio di Ner e cugino di Saul, il primo re d'Israele, ed entrambi appartenevano alla piccola e fiera tribù di Beniamino. Dopo che Saul e due dei suoi figli furono sconfitti e caddero in battaglia contro i Filistei al monte Ghilboa, Abner impose come re d'Israele il debole Is-Baal (o Isboset), un altro figlio di Saul, e fece le veci di generale per lui, assurgendo a vero governante del paese. Arrivò a prendere per sé una concubina di Saul, atto considerato un'usurpazione delle prerogative regali, e quando Is-Baal gliene chiese conto, Abner reagì con sdegno, minacciandolo apertamente di abbatterlo. Intanto aveva fatto ritorno dall'esilio Davide, che a Hebron era stato acclamato re di Giuda. Abner marciò contro di lui per riconquistare la parte meridionale del regno d'Israele, ma presso la piscina di Gabaon fu costretto alla fuga dall'esercito di Giuda comandato da Ioab. Abner decise allora di passare dalla parte di Davide: persuase gli anziani d'Israele ad abbandonare Is-Baal e si recò lui stesso da Davide per trasferirgli il regno, venendo accolto con onore. Ma Ioab, il generale di Davide, aveva perso in battaglia il proprio fratello Asael per mano di Abner e decise di vendicarsi: lo attirò in disparte e, assieme a suo fratello Abisai, lo assassinò. Ciò avvenne contro la volontà di Davide, che lamentò l'infame uccisione di Abner.